# Keizer Rudolf II
Keizer Rudolf II (Wenen, 18 juli 1552 — Praag, 20 januari 1612), aartshertog van Oostenrijk als Rudolf V (1576 - 1608), was keizer van het Heilige Roomse Rijk. Hij was een zoon van keizer Maximiliaan II en Maria van Spanje en bleef vrijgezel.

## Vroege regeringsjaren
Rudolf van Habsburg groeide op in Wenen, maar werd als 12-jarige naar het hof van zijn oom Philips II in Spanje gehaald voor een degelijke opleiding tot vorst. Spanje gold in die periode als wereldmacht en toonaangevend in levensstijl en cultuur, bovendien was Rudolf zo op enige afstand van de invloed van zijn religieus tolerante vader. Rudolf zou worden opgevoed in de geest van de katholieke orthodoxie, beschermd tegen de protestantse stromingen die steeds meer voet aan de grond kregen in Midden-Europa. Rudolf begreep het katholicisme vooral als middel om de macht te verstevigen en was persoonlijk niet bijzonder vroom.
In 1572 werd hij door de Standen, als opvolger van zijn vader, als koning van Hongarije en in 1575 als koning van Bohemen erkend. Eveneens in 1575 erkenden de Keurvorsten hem als troonopvolger van het Heilige Roomse Rijk. Toen zijn vader in 1576 onverwacht stierf, volgde hij hem op als keizer. Hij riep Praag tot hoofdstad uit omdat de stad beter te verdedigen was tegen de Turken dan Wenen. De stad Praag kende een korte, maar indrukwekkende bloeiperiode als politiek, wetenschappelijk en cultureel centrum, die nooit meer is geëvenaard.
Hij zag zijn rol als bemiddelaar tussen de uitersten, zowel in de landen als in het Rijk. Daarom startte hij in 1579 in Keulen vredesbesprekingen tussen Spanje en de opstandelingen in de Habsburgse Nederlanden, de Vredehandel van Keulen, maar deze leverden niets op.
Rudolf was fel gekant tegen het gebruik van geweld tegen protestanten, en voerde aan het eind van zijn leven de godsdienstvrijheid in Bohemen in. Diplomaten als de Brit Philip Sidney kwamen langs en de Nederlander Johan Anton Barvitius (overleden te Keulen in 1620) was bij hem in dienst.

## Kunst en wetenschap

Rudolf II als Vertumnus(1591), Giuseppe Arcimboldo, Skokloster

Rudolf II stond bekend als een groot liefhebber en ondersteuner van kunst, wetenschap en muziek. Hij hield er een voor die tijd groot orkest op na. Hij verhief de componist Hans Leo Hassler in de adelstand. De uitvinder Cornelis Drebbel en de geleerde Jacopo Strada stonden met hem in contact of waren in dienst. Tycho Brahe en zijn leerling Johannes Kepler, de twee grote astronomen van die tijd, bekleedden na elkaar de functie van "keizerlijke mathematicus".
Zijn persoonlijke smaak kwam het beste tot uiting op het gebied van de schilderkunst en de keizer verzamelde een kring van kunstenaars om zich heen. Bovendien begonnen de Habsburgers met de grootschalige aankoop van schilderijen van verschillende meesters als Albrecht Dürer, Pieter Breughel, Titiaan, Giuseppe Arcimboldo en Antonio da Correggio. De belangstelling van de verzamelaars lag vooral op Nederlandse en Italiaanse werken. Aan zijn hof werden daarom kunstenaars uit de Lage Landen uitgenodigd zoals Karel van Mander, Hans Vredeman de Vries, Adriaen de Vries, die hem drie maal portretteerde, Hans von Aachen, Roelant Savery, Bartholomeus Spranger en Joris Hoefnagel. De Britse historicus Schama beschrijft in zijn bestseller Overvloed en onbehagen hoe belangrijk de ontwerpen van Hans Vredeman de Vries waren voor de meubel- en tuinarchitectuur.
Rudolf had een voorliefde voor mythologische taferelen en Spranger verpakte erotische onderwerpen in oude mythen. Rudolf bouwde een enorme kunstcollectie op. Vredeman de Vries en zijn zoon Paul waren betrokken bij de decoratie van zijn kunstgalerij. De wanden werden versierd met geschilderde doorkijkjes en imaginaire ruimten, en niet langer met wandtapijten.
Rudolf interesseerde zich voor iedere menselijke creativiteit, maar zelf had hij een voorkeur voor beeldhouwwerk. Hij hield zich urenlang bezig met goudsmeedwerk, waarbij hij waarschijnlijk werd bijgestaan door de Utrechtse edelsmid Paulus van Vianen. Veel stukken zijn tegenwoordig nog te zien in het Weens Kunsthistorisch Museum.
Toen Zweden in 1648 Praag bezette, was hun hoofddoel de burcht en de door Rudolf aangelegde kunstverzameling.
Rudolfs brede belangstelling ging ten koste van andere staatszaken. Een mooie tekening van de sfeer die aan zijn hof kan hebben geheersd geeft Harry Mulisch in het derde hoofdstuk van het boek De procedure: De Golem.

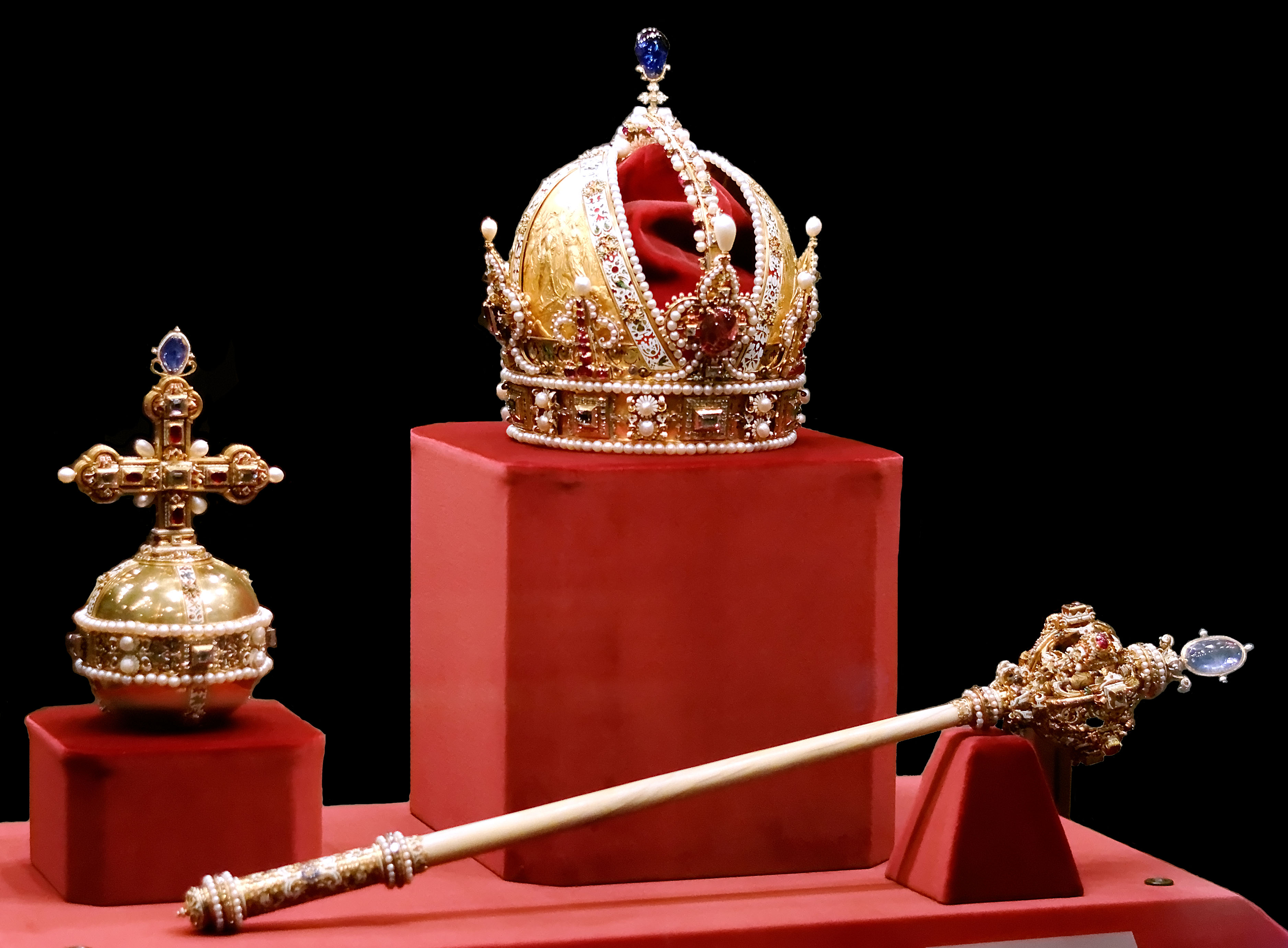
Insignes van Rudolf II in de schatkamer van de Hofburg

## Geopolitiek
Rudolfs brede belangstelling ging ten koste van andere staatszaken. Een mooie tekening van de sfeer die aan zijn hof kan hebben geheerst geeft Harry Mulisch in het derde hoofdstuk van het boek De procedure: De Golem. Als bestuurder van de grondgebieden was Rudolf II minder succesvol. Aan het begin van de 17e eeuw was er een onhoudbare situatie ontstaan doordat hij zijn bestuurlijke taken verwaarloosde. Hendrik Julius van Brunswijk-Wolfenbüttel werd te hulp geroepen om de financiën te reorganiseren. Een van zijn laatste officiële daden was in 1609 het toekennen van godsdienstvrijheid en privileges aan de protestanten in Silezië en Bohemen, zeer tegen de zin van zijn opperkanselier Zdeněk Vojtěch von Lobkowicz. Dit heeft bijgedragen aan het uitbreken van de Dertigjarige Oorlog in 1618.

### Oost-Europa
Wat begon als een schermutseling tussen de beylerbey van de Eyalet van Bosnië en de ban van Kroatië ontwikkelde zich tot een Lange Oorlog (1593-1606). Familieleden, onder leiding van Rudolfs jongere broer Matthias van Oostenrijk, die enkele jaren ervoor tot landvoogd van de opstandige Nederlanden was benoemd, voorop, grepen in (Vrede van Libeň, 1608) en ontnamen Rudolf II steeds meer gebieden en schoven hem ten slotte volledig opzij. Na zijn dood in 1612 volgde Matthias hem op.

## Huwelijk
Hoewel hij voorbestemd was om te trouwen met Isabella van Spanje vond het huwelijk nooit plaats en trouwde zij met Rudolfs broer Albrecht. Wel is bekend, dat Rudolf bij de volgende vrouwen kinderen had:
- Catherina de Estrada (gestorven 1629)
  - Julius Caesar (1586 – 1609)
  - Karel (1603 – 1628)
- Eufémia van Rosenthal
  - Charlotte (1591 – 1662)
  - Johan Matthias (1594 – 1626)
- Onbekende moeder
  - Anna Dorothea (1580 – 1624)
  - Dorothea (1612 -1694)

## Kwartierstaat (voorouders)
| Wladislaus II van Hongarije (1456-1514) | Wladislaus II van Hongarije (1456-1514) | Wladislaus II van Hongarije (1456-1514) | Wladislaus II van Hongarije (1456-1514) | Wladislaus II van Hongarije (1456-1514)   | Wladislaus II van Hongarije (1456-1514)   |                                           |                                           | Anna van Foix-Candale (1484-1506)         | Anna van Foix-Candale (1484-1506)         | Anna van Foix-Candale (1484-1506) | Anna van Foix-Candale (1484-1506) | Anna van Foix-Candale (1484-1506) | Anna van Foix-Candale (1484-1506) |                                   |                                   | Filips de Schone (1478-1506)     | Filips de Schone (1478-1506)     | Filips de Schone (1478-1506)     | Filips de Schone (1478-1506)     | Filips de Schone (1478-1506)     | Filips de Schone (1478-1506)     |  |  | Johanna van Castilië (1479-1555)     | Johanna van Castilië (1479-1555)     | Johanna van Castilië (1479-1555)     | Johanna van Castilië (1479-1555)     | Johanna van Castilië (1479-1555)     | Johanna van Castilië (1479-1555)     |                              |                              | Emanuel I van Portugal (1469-1521) | Emanuel I van Portugal (1469-1521) | Emanuel I van Portugal (1469-1521) | Emanuel I van Portugal (1469-1521) | Emanuel I van Portugal (1469-1521) | Emanuel I van Portugal (1469-1521) |                                   |                                   | Maria van Aragon (1482-1517)               | Maria van Aragon (1482-1517)               | Maria van Aragon (1482-1517)               | Maria van Aragon (1482-1517)               | Maria van Aragon (1482-1517)               | Maria van Aragon (1482-1517)               |  |  |                                     |                                     |                                     |                                     |                                     |                                     |
| Wladislaus II van Hongarije (1456-1514) | Wladislaus II van Hongarije (1456-1514) | Wladislaus II van Hongarije (1456-1514) | Wladislaus II van Hongarije (1456-1514) | Wladislaus II van Hongarije (1456-1514)   | Wladislaus II van Hongarije (1456-1514)   |                                           |                                           | Anna van Foix-Candale (1484-1506)         | Anna van Foix-Candale (1484-1506)         | Anna van Foix-Candale (1484-1506) | Anna van Foix-Candale (1484-1506) | Anna van Foix-Candale (1484-1506) | Anna van Foix-Candale (1484-1506) |                                   |                                   | Filips de Schone (1478-1506)     | Filips de Schone (1478-1506)     | Filips de Schone (1478-1506)     | Filips de Schone (1478-1506)     | Filips de Schone (1478-1506)     | Filips de Schone (1478-1506)     |  |  | Johanna van Castilië (1479-1555)     | Johanna van Castilië (1479-1555)     | Johanna van Castilië (1479-1555)     | Johanna van Castilië (1479-1555)     | Johanna van Castilië (1479-1555)     | Johanna van Castilië (1479-1555)     |                              |                              | Emanuel I van Portugal (1469-1521) | Emanuel I van Portugal (1469-1521) | Emanuel I van Portugal (1469-1521) | Emanuel I van Portugal (1469-1521) | Emanuel I van Portugal (1469-1521) | Emanuel I van Portugal (1469-1521) |                                   |                                   | Maria van Aragon (1482-1517)               | Maria van Aragon (1482-1517)               | Maria van Aragon (1482-1517)               | Maria van Aragon (1482-1517)               | Maria van Aragon (1482-1517)               | Maria van Aragon (1482-1517)               |  |  |                                     |                                     |                                     |                                     |                                     |                                     |
|                                         |                                         |                                         |                                         |                                           |                                           |                                           |                                           |                                           |                                           |                                   |                                   |                                   |                                   |                                   |                                   |                                  |                                  |                                  |                                  |                                  |                                  |  |  |                                      |                                      |                                      |                                      |                                      |                                      |                              |                              |                                    |                                    |                                    |                                    |                                    |                                    |                                   |                                   |                                            |                                            |                                            |                                            |                                            |                                            |  |  |                                     |                                     |                                     |                                     |                                     |                                     |
|                                         |                                         |                                         |                                         |                                           |                                           |                                           |                                           |                                           |                                           |                                   |                                   |                                   |                                   |                                   |                                   |                                  |                                  |                                  |                                  |                                  |                                  |  |  |                                      |                                      |                                      |                                      |                                      |                                      |                              |                              |                                    |                                    |                                    |                                    |                                    |                                    |                                   |                                   |                                            |                                            |                                            |                                            |                                            |                                            |  |  |                                     |                                     |                                     |                                     |                                     |                                     |
|                                         |                                         |                                         |                                         | Anna van Bohemen en Hongarije (1503-1547) | Anna van Bohemen en Hongarije (1503-1547) | Anna van Bohemen en Hongarije (1503-1547) | Anna van Bohemen en Hongarije (1503-1547) | Anna van Bohemen en Hongarije (1503-1547) | Anna van Bohemen en Hongarije (1503-1547) |                                   |                                   |                                   |                                   |                                   |                                   | Keizer Ferdinand I (1503-1564)   | Keizer Ferdinand I (1503-1564)   | Keizer Ferdinand I (1503-1564)   | Keizer Ferdinand I (1503-1564)   | Keizer Ferdinand I (1503-1564)   | Keizer Ferdinand I (1503-1564)   |  |  | Keizer Karel V (1500-1558)           | Keizer Karel V (1500-1558)           | Keizer Karel V (1500-1558)           | Keizer Karel V (1500-1558)           | Keizer Karel V (1500-1558)           | Keizer Karel V (1500-1558)           |                              |                              |                                    |                                    |                                    |                                    | Isabella van Portugal (1503-1539)  | Isabella van Portugal (1503-1539)  | Isabella van Portugal (1503-1539) | Isabella van Portugal (1503-1539) | Isabella van Portugal (1503-1539)          | Isabella van Portugal (1503-1539)          |                                            |                                            |                                            |                                            |  |  |                                     |                                     |                                     |                                     |                                     |                                     |
|                                         |                                         |                                         |                                         | Anna van Bohemen en Hongarije (1503-1547) | Anna van Bohemen en Hongarije (1503-1547) | Anna van Bohemen en Hongarije (1503-1547) | Anna van Bohemen en Hongarije (1503-1547) | Anna van Bohemen en Hongarije (1503-1547) | Anna van Bohemen en Hongarije (1503-1547) |                                   |                                   |                                   |                                   |                                   |                                   | Keizer Ferdinand I (1503-1564)   | Keizer Ferdinand I (1503-1564)   | Keizer Ferdinand I (1503-1564)   | Keizer Ferdinand I (1503-1564)   | Keizer Ferdinand I (1503-1564)   | Keizer Ferdinand I (1503-1564)   |  |  | Keizer Karel V (1500-1558)           | Keizer Karel V (1500-1558)           | Keizer Karel V (1500-1558)           | Keizer Karel V (1500-1558)           | Keizer Karel V (1500-1558)           | Keizer Karel V (1500-1558)           |                              |                              |                                    |                                    |                                    |                                    | Isabella van Portugal (1503-1539)  | Isabella van Portugal (1503-1539)  | Isabella van Portugal (1503-1539) | Isabella van Portugal (1503-1539) | Isabella van Portugal (1503-1539)          | Isabella van Portugal (1503-1539)          |                                            |                                            |                                            |                                            |  |  |                                     |                                     |                                     |                                     |                                     |                                     |
|                                         |                                         |                                         |                                         |                                           |                                           |                                           |                                           |                                           |                                           | Keizer Maximiliaan II (1527-1576) | Keizer Maximiliaan II (1527-1576) | Keizer Maximiliaan II (1527-1576) | Keizer Maximiliaan II (1527-1576) | Keizer Maximiliaan II (1527-1576) | Keizer Maximiliaan II (1527-1576) |                                  |                                  |                                  |                                  |                                  |                                  |  |  |                                      |                                      |                                      |                                      |                                      |                                      | Maria van Spanje (1528-1603) | Maria van Spanje (1528-1603) | Maria van Spanje (1528-1603)       | Maria van Spanje (1528-1603)       | Maria van Spanje (1528-1603)       | Maria van Spanje (1528-1603)       |                                    |                                    |                                   |                                   |                                            |                                            |                                            |                                            |                                            |                                            |  |  |                                     |                                     |                                     |                                     |                                     |                                     |
|                                         |                                         |                                         |                                         |                                           |                                           |                                           |                                           |                                           |                                           | Keizer Maximiliaan II (1527-1576) | Keizer Maximiliaan II (1527-1576) | Keizer Maximiliaan II (1527-1576) | Keizer Maximiliaan II (1527-1576) | Keizer Maximiliaan II (1527-1576) | Keizer Maximiliaan II (1527-1576) |                                  |                                  |                                  |                                  |                                  |                                  |  |  |                                      |                                      |                                      |                                      |                                      |                                      | Maria van Spanje (1528-1603) | Maria van Spanje (1528-1603) | Maria van Spanje (1528-1603)       | Maria van Spanje (1528-1603)       | Maria van Spanje (1528-1603)       | Maria van Spanje (1528-1603)       |                                    |                                    |                                   |                                   |                                            |                                            |                                            |                                            |                                            |                                            |  |  |                                     |                                     |                                     |                                     |                                     |                                     |
|                                         |                                         |                                         |                                         |                                           |                                           |                                           |                                           |                                           |                                           |                                   |                                   |                                   |                                   |                                   |                                   |                                  |                                  |                                  |                                  |                                  |                                  |  |  |                                      |                                      |                                      |                                      |                                      |                                      |                              |                              |                                    |                                    |                                    |                                    |                                    |                                    |                                   |                                   |                                            |                                            |                                            |                                            |                                            |                                            |  |  |                                     |                                     |                                     |                                     |                                     |                                     |
|                                         |                                         |                                         |                                         |                                           |                                           |                                           |                                           |                                           |                                           |                                   |                                   |                                   |                                   |                                   |                                   |                                  |                                  |                                  |                                  |                                  |                                  |  |  |                                      |                                      |                                      |                                      |                                      |                                      |                              |                              |                                    |                                    |                                    |                                    |                                    |                                    |                                   |                                   |                                            |                                            |                                            |                                            |                                            |                                            |  |  |                                     |                                     |                                     |                                     |                                     |                                     |
| Anna van Oostenrijk (1549-1580)         | Anna van Oostenrijk (1549-1580)         | Anna van Oostenrijk (1549-1580)         | Anna van Oostenrijk (1549-1580)         | Anna van Oostenrijk (1549-1580)           | Anna van Oostenrijk (1549-1580)           |                                           |                                           | Keizer Rudolf II (1552-1612)              | Keizer Rudolf II (1552-1612)              | Keizer Rudolf II (1552-1612)      | Keizer Rudolf II (1552-1612)      | Keizer Rudolf II (1552-1612)      | Keizer Rudolf II (1552-1612)      |                                   |                                   | Ernst van Oostenrijk (1553-1595) | Ernst van Oostenrijk (1553-1595) | Ernst van Oostenrijk (1553-1595) | Ernst van Oostenrijk (1553-1595) | Ernst van Oostenrijk (1553-1595) | Ernst van Oostenrijk (1553-1595) |  |  | Elisabeth van Oostenrijk (1554-1592) | Elisabeth van Oostenrijk (1554-1592) | Elisabeth van Oostenrijk (1554-1592) | Elisabeth van Oostenrijk (1554-1592) | Elisabeth van Oostenrijk (1554-1592) | Elisabeth van Oostenrijk (1554-1592) |                              |                              | Keizer Matthias (1557-1619)        | Keizer Matthias (1557-1619)        | Keizer Matthias (1557-1619)        | Keizer Matthias (1557-1619)        | Keizer Matthias (1557-1619)        | Keizer Matthias (1557-1619)        |                                   |                                   | Maximiliaan III van Oostenrijk (1558-1618) | Maximiliaan III van Oostenrijk (1558-1618) | Maximiliaan III van Oostenrijk (1558-1618) | Maximiliaan III van Oostenrijk (1558-1618) | Maximiliaan III van Oostenrijk (1558-1618) | Maximiliaan III van Oostenrijk (1558-1618) |  |  | Albrecht van Oostenrijk (1559-1521) | Albrecht van Oostenrijk (1559-1521) | Albrecht van Oostenrijk (1559-1521) | Albrecht van Oostenrijk (1559-1521) | Albrecht van Oostenrijk (1559-1521) | Albrecht van Oostenrijk (1559-1521) |

vet = keizer · cursief = tegenkoning · 1 = medekoning (in een deelrijk) · 2 = afkomstig uit een andere dynastie
1. ↑  (de) Rudolf II. und seine Sozialisierung als Herrscher. Die Welt der Habsburger. Geraadpleegd op 28 december 2023.
2. ↑  (de) Rudolf II.: Kunstmäzen und Sammler. Die Welt der Habsburger. Geraadpleegd op 24 december 2023.
3. ↑  P. 305-306